# Дънди Крокодила 2
„Дънди Крокодила 2“ (на английски: Crocodile Dundee II) е австралийско-американски комедия.

## Сюжет
Сю признава на австралийския ловец на крокодили Майкъл Джей Дънди Крокодила, че го обича, задържа го в Ню Йорк и му попречва да се впусне в изследване на Америка. Той се опитва да се адаптира към живота в Ню Йорк и да привикне към новата и различна култура.
Но отново му се налага да използва своите умения да ловува и да оцелява, когато Сю е отвлечена от престъпния бос Рико и неговите съдружници, тъй като бившият ѝ съпруг – фотографът Боб Танър става свидетел на брутално убийство, снима го и изпраща снимките на Сю. Мик спасява Сю от бандата на Рико, като решава да я заведе в Австралия, за да я укрие. Но когато Рико и бандитите му идват там, преследвайки Сю и Мик, Мик успява да ги победи правейки това, което прави най-добре.